# Notti in bianco
Notti in bianco è un singolo del cantante italiano Blanco, pubblicato il 23 luglio 2020 come primo estratto dal primo album in studio Blu celeste.

## Video musicale
Il video, diretto da Simone Peluso, è stato reso disponibile il 30 luglio 2020 sul canale YouTube del cantante.

## Classifiche

### Classifiche settimanali
| Classifica (2021) | Posizione massima |
| ----------------- | ----------------- |
| Italia            | 2                 |

### Classifiche di fine anno
| Classifica (2021) | Posizione |
| ----------------- | --------- |
| Italia            | 6         |
| Classifica (2022) | Posizione |
| Italia            | 32        |